# Myzopoda schliemanni
Myzopoda schliemanni — є одним з видів кажанів родини Myzopodidae.

## Поширення
Країни поширення: Мадагаскар. Був знайдений в широколистих тропічних лісах.

## Морфологія
Загальна довжина 92-107 см. Вуха великі. Хутро буре зверху й сіре знизу.

## Поведінка
Спочиває в печерах.